# Душан Мрављак
Душан Мрављак – Мрож (Љубљана, 21. фебруар 1914 — Осанкарица, 8. јануар 1943) био је доктор медицине, учесник Народноослободилачке борбе и народни херој Југославије.

## Биографија
Рођен је 1914. године у Љубљани, као син судског чиновника и трговца у Шоштању. Имао је три млађа брата и једну сестру. Његов три године млађи брат Божо био је познати револуционар, учесник грађанског рата у Шпанији и организатор НОП-а у Салешкој долини 1941. године (стрељан је као талац 3. априла 1943. године у Марибору).
Душан је своје детињство провео у родитељској кући у Шоштању. Тамо је похађао основну школу, а гимназију у Цељу, где је матурирао 1933. године. После матуре се уписао на Медицински факултет у Љубљани, где је завршио четири семестра, а затим студије наставио на Медицинском факултету у Загребу. Рано се определио за комунизам, одрастајући у кругу шоштањских комуниста Јанка и Олге Врабич, те медицинара Франца Полха и Блажа Река. У Љубљани је био активан у студентском друштву медицинара, а у Загребу у левичарском студентском друштву „Триглав“, у коме је 1937. и 1938. био члан управе. У новембру 1939. био је осумњичен за растурање комунистичких летака у Загребу и био ухапшен, али је због недостатка доказа после неколико дана пуштен.
Непосредно пред напад Немачке на Југославију се оженио, а маја 1941. је и дипломирао. Са супругом Мајдом се потом преселио у њену кућу у Долењској, а оданде су већ у лето 1941. преселили у Љубљану. У Љубљани се у толикој мери укључио у Народноослободилачки покрет да је после неколико месеци прешао у илегалност, а априла 1942. отишао у Долењску где се придружио Другој групи партизанских одреда. С овом групом је учествовао од 19. до 22. маја 1942. у борбама на Јанчама, кад је Друга група одреда покушавала да се пробије у Штајерску, а с њом је исто тако кренуо на поход 20. јуна 1942, кад се група упутила преко Нотрањске и Горењске у Штајерску.
Мрављак је током боравка у Другој групи одреда проласком кроз села, као лекар, прегледавао и лечио људе. Током похода кроз Горењску, лечио је људе у импровизованим болничким пунктовима. Кад се Друга група одреда на Јеловици, 10. августа 1942, поделила на два дела, Мрављак се придружио Првом батаљону Савињског одреда и с њим пошао преко Караванки у Корушку и даље у Штајерску. У Штајерској је остао у саставу Похорског батаљона и с њим, крајем септембра 1942, после реорганизације штајерских одреда отишао на Похорје. У жестоком сукобу с немачком полицијом и верманима (домобранима) 7. новембра 1942. на падини Рогле, Мрављак је спасао политичког комесара одреда, Јожета Мениха, да га Немци жива не ухвате.
Похорски батаљон био је 8. јануара 1943. године на Похорју код Осанкарице опкољен од стране бројнијих немачких снага. После двоипочасовне борбе, у обручу од преко 2000 непријатељских војника остало је опкољено 69 бораца НОВЈ. Одбацивши позив на предају, преостали борци су кренули у јуриш да пробију обруч, приликом чега је погинуо и Душан Мрављак. Његово тело сахрањено је на централном гробљу у Грацу.
Указом председника Федеративне Народне Републике Југославије Јосипа Броза Тита, 22. јула 1953. године, проглашен је за народног хероја.